# إدوارد كولينز (سياسي)
إدوارد كولينز (بالإنجليزية: Edward Collins)‏ هو سياسي أيرلندي، ولد في 1 فبراير 1941.

## مناصب
- في الانتخابات العمومية الإيرلندية 1969 [الإنجليزية]‏، انتخب نائب دييل عن دائرة وترفورد [الإنجليزية]‏ وقد انضم خلال فترته النيابية ‏ (2 يوليو 1969 – 5 فبراير 1973)  للكتلة البرلمانية فاين جايل.
- في الانتاخابات العمومية الإيرلندية 1973 [الإنجليزية]‏، انتخب نائب دييل عن دائرة وترفورد [الإنجليزية]‏ وقد انضم خلال فترته النيابية ‏ (14 مارس 1973 – 25 مايو 1977)  للكتلة البرلمانية فاين جايل.
- في الانتخابات العمومية الإيرلندية 1977 [الإنجليزية]‏، انتخب نائب دييل عن دائرة وترفورد [الإنجليزية]‏ وقد انضم خلال فترته النيابية ‏ (5 يوليو 1977 – 21 مايو 1981)  للكتلة البرلمانية فاين جايل.
- في الانتخابات العمومية الإيرلندية 1981 [الإنجليزية]‏، انتخب نائب دييل عن دائرة وترفورد [الإنجليزية]‏ وقد انضم خلال فترته النيابية ‏ (30 يونيو 1981 – 27 يناير 1982)  للكتلة البرلمانية فاين جايل.
- في الانتخابات العمومية الإيرلندية، فبراير 1982 [الإنجليزية]‏، انتخب نائب دييل عن دائرة وترفورد [الإنجليزية]‏ وقد انضم خلال فترته النيابية ‏ (9 مارس 1982 – 4 نوفمبر 1982)  للكتلة البرلمانية فاين جايل.
- في الانتخابات العمومية الإيرلندية، نوفمبر 1982 [الإنجليزية]‏، انتخب نائب دييل عن دائرة وترفورد [الإنجليزية]‏ وقد انضم خلال فترته النيابية ‏ (14 ديسمبر 1982 – 20 يناير 1987)  للكتلة البرلمانية فاين جايل.